# 朱由木
益定王朱由木（1588年7月16日—1634年5月7日），本名由校，後避諱明熹宗改名由木，号震寰，明朝第六代益王，為益敬王朱常的庶第三子，生母为次妃顏氏。

## 生平
萬曆十六年六月二十三日（1588年7月16日）酉時，朱由木出生。後封鎮國將軍。萬曆三十五年（1607年），進封嘉善王。萬曆三十九年（1611年），進封益世子。萬曆四十三年（1615年），益敬王朱常薨逝。萬曆四十五年（1617年），朱由木襲封益王。
天啟元年（1621年），朱由木捐獻餉銀一千两。崇禎七年四月十一日（1634年5月7日）巳時，朱由木薨逝，享年四十七岁，諡號定。其後，益世子朱慈𤆃襲爵。

## 家庭

### 妻
- 黄氏（1588年－1625年），太學生黄鍾英女，初冊為嘉善王妃，萬曆三十九年（1611年）進為益世子妃，萬曆四十五年（1617年）進為益王妃，生朱慈𤆃、朱振麟、朱振祥、朱振瑞。[5]

### 妾
- 王氏（1600年－1634年），王茂女，初冊為益王夫人，追封益王次妃，生朱慈、朱慈㢘、朱慈煗、朱慈煫、朱振彩。[6]
- 張氏，冊為益王夫人，生朱慈䃕。

### 子
- 长子：益世子→益王朱慈𤆃
- 次子：進賢王朱慈
- 三子：鍾祥王朱慈䃕
- 四子：文昌王朱慈
- 五子：興化王朱慈𦼈
- 六子：建城王朱慈
- 七子：彰德王朱慈煫[5][6]

### 女
- 長女：永福郡主朱振麟，儀賓左世及
- 次女：永康郡主朱振祥，儀賓金暳
- 三女：安遠郡主朱振瑞，儀賓聶繼文
- 四女：朱振彩[5]

## 墓葬
崇禎七年十二月二十一日（1635年2月8日），朱由木與元妃黄氏、待追封次妃王氏合葬于江西建昌府南城县十都五龍山（今江西省南城县万坊镇游家巷村女冠山）。1982年8月，江西省文物工作队等部門對三人的合葬墓進行了發掘。朱由木棺室部分被盗，黄氏棺室被盗严重，仅王氏棺室保存完好。共出土82件文物，藏于江西省博物馆。

[誌蓋]

大明益國王壙誌

[誌文]

　大明益　王壙誌　　翰林院奉

勅撰文　　明興，

　親王之在區域者三十國，而次第名德，必首曰

　益藩。益藩曷繇乎？盖本蕃者條遠，積厚者光流。　益自

　端王封國，閱六王，逾百禩，忠敬孝友，忘勢樂善，下士親賢，悅禮敦詩，加以博學擅文，代弗少衰，世將弥盛，不妄得焉。　王諱由木，於

　端王為六世孫。父曰　敬王。母妃黄弗育，為顏次妃所生。　敬王含道居貞，乘願利物，居心則有好無惡，待人則有予無奪。仁慈所及，雖蟣蚋弗

　　傷，時有活佛之稱。怡寄墳典，篤愛士大夫。所著宗學教規一書，義味精研，雖百世可令傳誦，宗支頼以陶鑄。　祖宣王號潢南，機神邁往，風標

　　映世，學編四部，理究三宗，兼之施周澤洽，無幽不普，御命之人，不告而足。是以雄風盛烈，名盖當世。緒紳之士，湖海之客，罔不欽風慕義，延企

　　造門。所著有禮樂志、樂編、詩文諸集。更復工於運腕，人匹之趙承旨。時廑

顯皇帝親題“遜學書院”一扁，“山如仁者静，水似聖之清”一聯　賜之。又　遣使函箑命書，洵異數也。即今海内見潢南真蹟，必重金購之。彼漢魏二

　　東，齊楚兩元，奚足多焉。　宣王父曰　昭王，蚤世弗嗣位，含華藴耀，故於　宣王發之。　昭王父曰　恭王，為　端王之子，　莊王之弟也。

　莊王則豐于德而儉于嗣，所垂家法，至今遵行罔失。　恭王乃以恭德著，澹泊寧静，渾然如布素士，時惟閉閣讀書，尤精籀篆，惜世不多傳。

　端王為

孝廟寵弟，以弘治八年分茅終厥曆，　　温綸錫賚，歲時不絕。　王盖忠孝淳深，行立成模，言立成範，自啓之耳。繇是以觀　益之為國也，靈源與

　　積石争流，神基偕極天比峻，宜有淑懿如　王，紹斯洪緒焉。　王生有瞿曇像，隆起兩臂間，聞者皆知其為金粟後身。是以孝乃因心，敬非習

　　起。其丁母顏之喪也，禮屈于厭降，而茹慼銷肌，沉痛致瘵，衣服外除，心哀内疚，三年如一日焉。迨　敬王薨，擗踊絶地，水漿不入者累日夕，幾

　　致毀滅。以萬曆丁巳年嗣　封，事　母妃黄、　祖妃李，三朝有則，一日弗虧，大得其歡心。歲時　廟祀，則極如在之誠，於　三大典及

玉節□□□□□□□□奴酋犯順，恨不敢處而捐禄以助餉。宗禄愆期，憫兹凍餒，而特䟽以代　請，開四民之業。迩年賢書明經，繩繩有人矣。當

　　□□□□□□□□□□□其底極，　王乃准情酌法，卒令藩體全而士類不傷。是歲獲雋者七人，戢　王德焉。郡中旱，寇為菑，人民飢疫，

□□□□□□□□□□□□□□歲後獲霖雨，一誠之感通也。　王韻宇汪洋，舉一世萬事，無足以擾其度，□諸望衢罕窺其術，觀海莫際其瀾。

　　□□□□□□□□□□□□□之容親賢，忘王公之貴，恩篤宗盟，眷深同氣。每羣藩萃止，心境洞開，宴享談笑，情瀾不竭。而漁獦百家，餚核

　　□□□□□□□□□□□□□□。吐語成韻，翰動如飛。縉紳名人，争為寳索。　王偶時紀勝，則著有環玉集；酬贈諸篇，則著有雪宫緒言。皆

　　□□□□□□□□□□□□□□□，位處王侯，情存𰏂壑。種竹萬竿，以奇石踞其下，且依山構室，締桂成樓，其中有經案繩床，浦團柱杖，鳥

　　□□□□□□□□□□□□□□□青鴛也。花月之辰，超然時往，豈浄習難忘耶？此尤世所不可及者。又開集賢館，以教胄子，見其博贍含

　　□□□□□□□□□□□□□□□□託，我得以優游竹石間矣。胡天不慭遺，奄見薨落。維時精神凝定，無諸痛楚，臨危審正，載貽話言，真

　　□□□□□□□□□□□□□□□□□罔弗拊膺哀悼，千里吊喭，斯豈易致哉。　王生於萬曆十六年六月二十三日酉時，薨於今崇禎

　　□□□□□□□□□□□□□□□□□聞之日，

□□□□□□□□□□□□□□□□□□□遣尚寳司卿許志才，行人司行人羅志儒、錢增，欽天監挈壺正趙從慧，

□……

□□□□□□□□□□□□□□□□□□□特遣官　賜祭。其

□□□□□□□□□□□□□□□□□□□典俛遵　遺令，先遠戒期，龜謀襲吉。於本年十二月二十一日未時，奉　王柩于南城縣十都五

　　□□□□□□□□□□□□□□□□□　黄妃之地。至是，舉而合塟焉。且以是山與　昭、　宣、　敬三陵一脈聯絡，形神相依，從治命也。

　　□□□□□□□□□□□□□□□□□亦器各雋上將見　益國魏魏之盛，上邈前賢洋洋之風，下冠来籍者焉。子七：長慈𤆃，

□□□□□□□□□□□□□□□□□□夫人出，夫人待　封次妃者；次慈䃕，　封鍾祥王，張夫人出；次慈㢘，　封文昌王，王出；次慈𦼈，　封

　　□□□□□□□□□□□□□□□□尚未　封，俱王出。女四：長永福郡主振麟，配儀賓左世及；次永康郡主振祥，配儀賓金暳；次安遠郡

　　□□□□□□□□□□□□□□□待封郡主振彩，王夫人出。嗚呼！　曰孝與仁，　行全德備。　代衍文明，　古今罕二。　昭代騰輝，

　　□……

　　□……

　　　　　　　　　　　　　　　　不肖男　益世子慈𤆃泣血稽顙，命工立石。